# Mimbeau

Le Mimbeau est une flèche sableuse sur la côte orientale de la presqu'île du Cap Ferret, dans le bassin d'Arcachon en Gironde (France).

## Morphologie
Le Mimbeau est une flèche littorale de sable qui borde la côte orientale de la presqu'île du Cap Ferret, en son extrémité sud. Orientée sud-nord — donc parallèle à l’axe de la presqu’île — elle s'ancre au sud et délimite à l'ouest une baie appelée conche du Mimbeau ou lugue du Mimbeau. Sa longueur est d'environ 800 mètres et sa largeur atteint un maximum de 30 mètres.
La conche est en totalité découverte à marée basse.
À l'est, un estran d'une cinquantaine de mètres de large sépare la flèche du chenal de Piquey, en eau en permanence.

## Formation et équilibre hydrologique
La flèche du Mimbeau s'est formée vers 1880, alimentée par un phénomène de dérive littorale : les houles océanes diffractent à l'entrée du bassin d'Arcachon, et les sables transportés par les eaux à marée montante se déposent sur la côte interne de la presqu'île. En un point où cette côte originelle obliquait vers l'ouest, la flèche a prolongé de façon continue la plage de sable qui s'étire depuis la pointe du Cap Ferret. Les photographies aériennes de l'IGN montrent que cette configuration persiste au moins jusqu'en 1950.
La flèche est par ailleurs soumise à l'érosion de sa côte est par le courant de jusant du Teychan : ce chenal majeur de vidange du bassin l'impacte du nord-nord-est à marée descendante et peut être assimilé à un fleuve dont le Mimbeau constituerait une rive concave. 
Ce flux a progressivement creusé dans le chenal de Piquey une fosse, dite fosse du Mimbeau, dont les dimensions ont cru de 100 à 450 mètres de long et de 90 à 200 mètres de large entre 2009 et 2015. Sa profondeur semble stabilisée par un fond argileux vingt mètres sous le niveau moyen de la mer. 
Enfin, les remplissages et vidanges de la conche par les marées biquotidiennes maintiennent une passe au nord et empêchent la transformation de la conche en une lagune.

## Évolution
De 1905 à 1950, l'isobathe -5m se décale vers l'ouest de cinq à six mètres par an sous l'effet de l'érosion par les courants de jusant dans la passe nord du Bassin. Pour bloquer le phénomène, les premiers perrés en enrochement sont mis en place à partir de 1950 sur le haut de plage au droit du restaurant Chez Hortense (quelques dizaines de mètres au sud de l'enracinement du Mimbeau) : l'alimentation en sable de la flèche par dérive littorale se trouve ainsi interrompue.
Affaibli, l'enracinement ripe vers ouest de 270 mètres entre 1964 et 1996, alors que les enrochements plus au sud remplacent progressivement la plage. Simultanément, la pointe nord de la flèche avance de 520 mètres. 
De 1996 à 2004, le Mimbeau ne montre pas de déplacements significatifs : la flèche s'est  manifestement adaptée à son nouveau champ de contraintes, d'autant que les enrochements en protègent dorénavant l'ancrage dans la presqu'île.

## Perspectives
La tendance naturelle actuelle est à l'amaigrissement du pied de la flèche et au prolongement de son lobe nord, peut-être jusqu'à fermeture progressive de la conche. Elle est combattue depuis 2004 par le Syndicat intercommunal du bassin d'Arcachon qui décaisse du sable à la pointe nord pour remblayer le pied de la flèche.
Les tempêtes de l’hiver 2013-2014 affectent le littoral girondin et en particulier l’entrée du bassin d’Arcachon : le cumul de très fortes vagues et de gros coefficients de marée déstabilise l’enrochement de la pointe, submerge presque la flèche du Mimbeau le 5 janvier 2014, y perce six brèches de quelques mètres à plusieurs dizaines de mètres de largeur dans sa partie la plus étroite et provoque onze entailles d'érosion et l'érosion de pied de dune à l'extrémité sud. Au droit des brèches, des quantités importantes de sables sont transportées dans la conche, où elles recouvrent le schorre. Les équipes techniques de la commune interviennent rapidement pour combler les brèches,.
L’autre menace réside dans un accroissement possible de la pente de la fosse du Mimbeau, qui pourrait faire redouter des effondrements par pan de la plage, et à terme l’engloutissement de la flèche : le versant subit en effet à chaque marée descendante le flot du chenal de Teychan, près de 400 millions de mètres cubes d’eau. Pour prévenir ce risque, des gravats et enrochements divers ont été immergés sur plusieurs décennies depuis le milieu du XXe siècle par les ostréiculteurs, pour former un rempart sous-marin. En 2016, les autorités se montrent rassurantes, constatant que la pente est de l'ordre de 20 degrés, « alors que les problèmes d'instabilité surviennent à partir de 30 à 40 degrés ».  En 2025, une étude conclut qu'il faut renforcer le rempart sous-marin, qui n'est plus entretenu depuis une trentaine d'années, mais qu'il n'y a pas d'urgence. Cependant, une étude d'un projet expérimental de protection des parcs à huîtres présents est envisagée.

## Occupation humaine
Le site est totalement inhabité et non construit. Il porterait le nom d'un marin de La Teste-de-Buch qui aurait installé sa cabane sur cette côte avant de disparaître en mer en 1831. En 1924 et 1925 l'écrivain André Armandy en vacances au Cap Ferret construit un ponton ancré au fond de la conche du Mimbeau, le Bouge Pas, encore visible dans les années 1980.
En 1972 est créée l'association Protection et aménagement Lège-Cap-Ferret (PALCF) pour s'opposer à un projet de marina porté par la mairie sur le site du Mimbeau (1200 places de bateaux et 500 logements avec plusieurs étages) et plus généralement au risque de bétonnisation de la presqu'île. Notamment grâce à l'organisation d'un contre-référendum local et au soutien du maire de Bordeaux Jacques Chaban-Delmas, il est annulé,.
Des parcs à huîtres occupent l'estran oriental. Des résidences secondaires du secteur des « 44 hectares » et (plus au nord) les cabanes des exploitants ostréicoles bordent la rive ouest de la conche, protégées des phénomènes marins par la flèche.
En 2013, le mouillage de nuit est interdit dans la conche et au large du Mimbeau, pour éviter que l'afflux massif des plaisanciers estivaux ne détériore le site. La conche est dans le périmètre protégé Natura 2000.
À la suite des tempêtes de l'hiver 2013-2014, l’État diligente en février 2016 une étude qui confirme les risques d’érosion — et singulièrement le risque d'effondrement progressif de la flèche dans le chenal de Piquey qui la jouxte — et incite la mairie de Lège-Cap Ferret à envisager fin 2016 une mise à jour du plan de prévention des risques (PPR) pour maîtriser l'urbanisation en règlementant les constructions nouvelles de façon plus précise et moins tolérante dans la zone protégée des assauts marins par le Mimbeau, comprise entre le restaurant Chez Hortense et la jetée Bélisaire.

## Flore
À l'exception de ses franges périphériques, la flèche abrite une flore caractéristique d'une dune grise, dominée par l'armoise de Lloyd et les immortelles des dunes, parsemées de canche blanchâtre, de renouée maritime, et de nombreux pieds de yucca (adventices) n'excédant que rarement une hauteur de 1,50 m. Une trentaine de pins maritimes regroupés en quelques rares bosquets et un fourré de tamaris en sont les seules espèces arboriformes.
Sur le haut de plage oriental (côté bassin), la fréquence des plantes psammophiles typiques des zones de sable mobile croit : panicaut maritime, euphorbe maritime, liseron des dunes.
Le haut de plage occidental est dominé par des fourrés avec de nombreuses euphorbes, quelques pieds de soude brulée, cakilier maritime, arroche marine.
Dans la conche, la salicorne tapisse les fonds vaseux, qui abritent des invertébrés en nombre, source importante de nourriture pour les oiseaux limicoles.
Au sud, dans la partie restaurée de la flèche étroite d'une dizaine de mètres tout au plus, le versant oriental est nu tandis que la pente occidentale a été plantée en 2018 d'oyats pour tenter de fixer les sables de remblai.

## Galerie

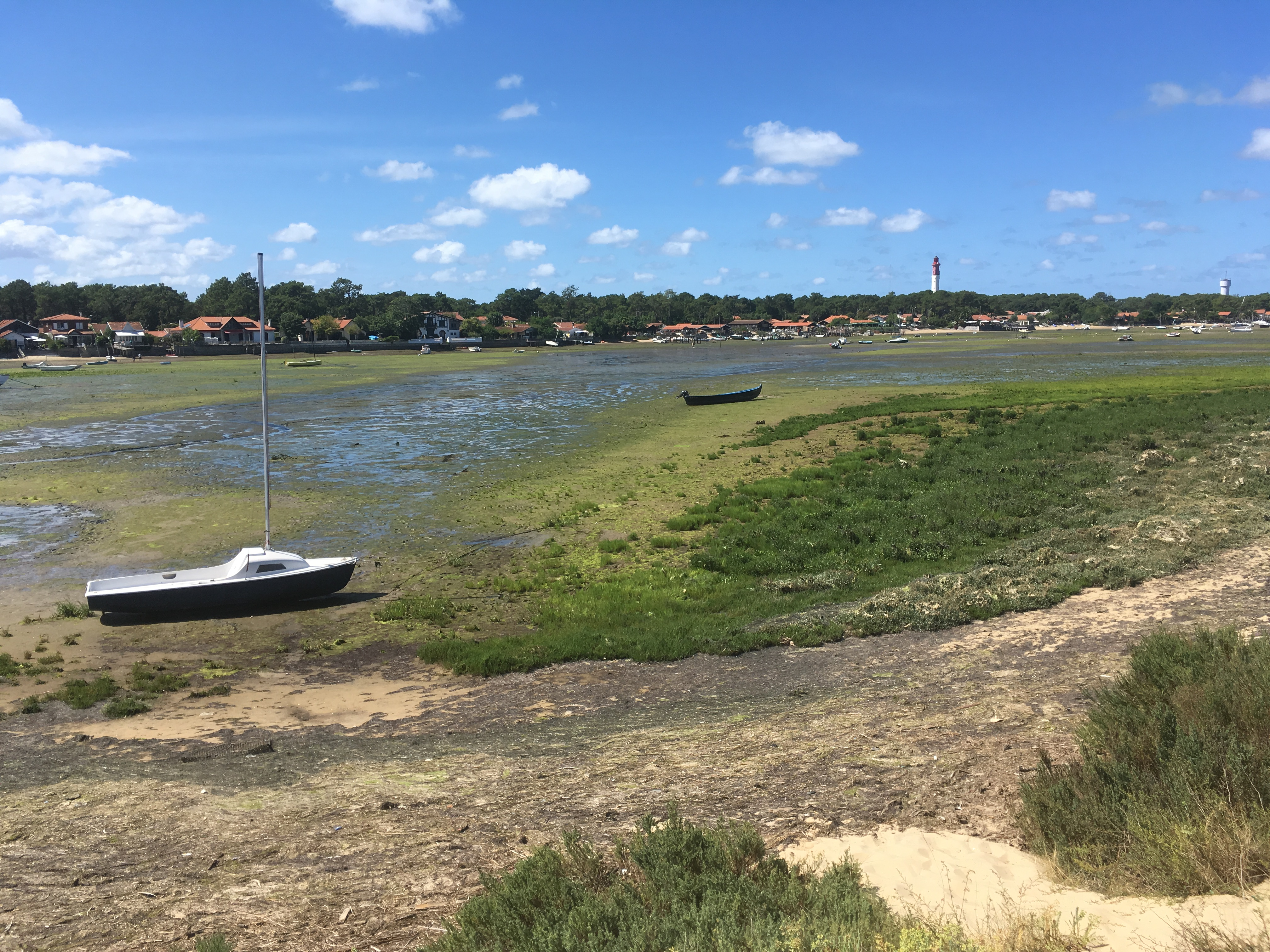
La conche du Mimbeau, vue du départ de la flèche. Au premier plan à droite, sable déplacé par une brèche.
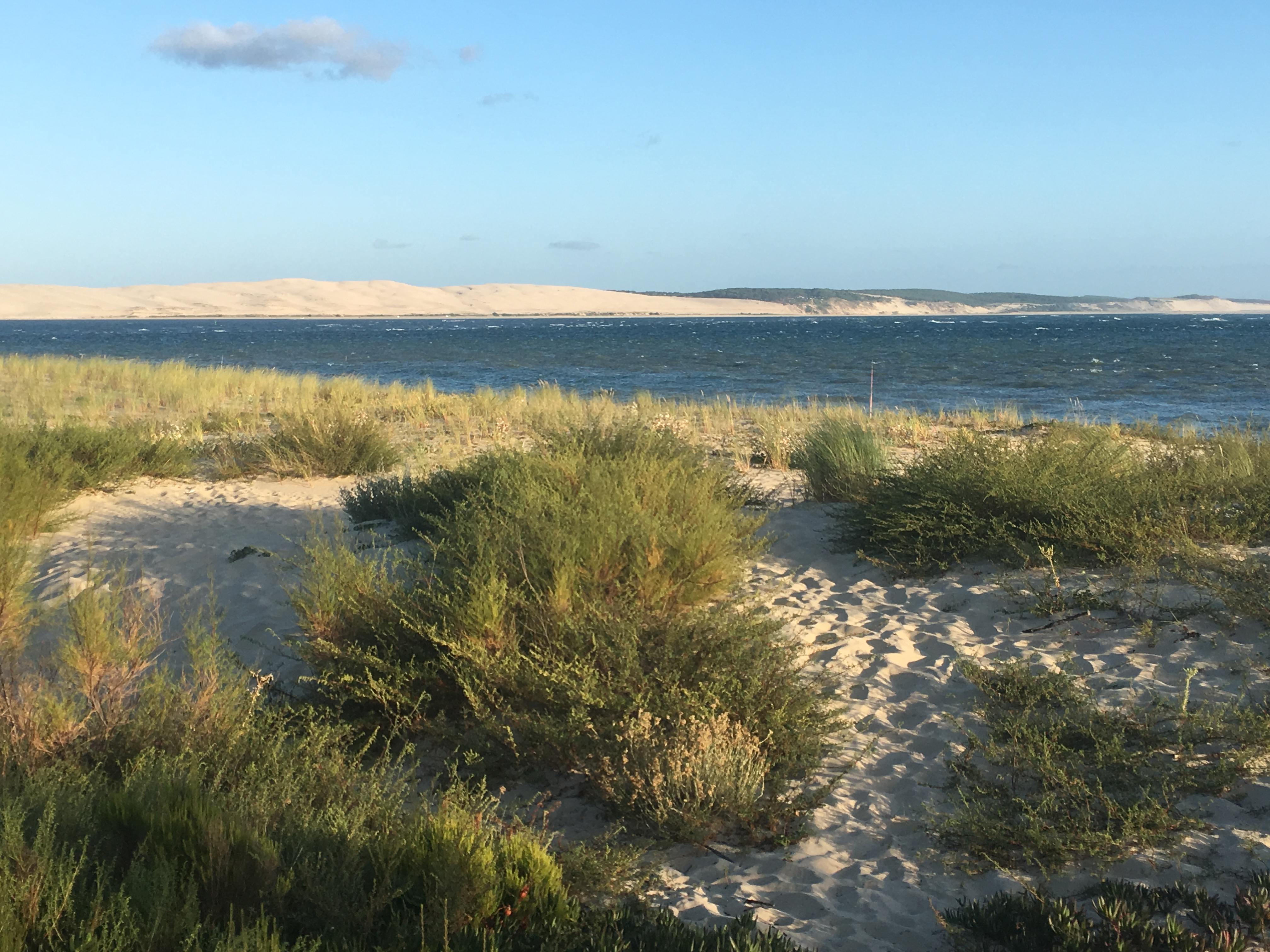
La flèche du Mimbeau. À l'arrière plan au-delà des passes, la dune du Pilat.
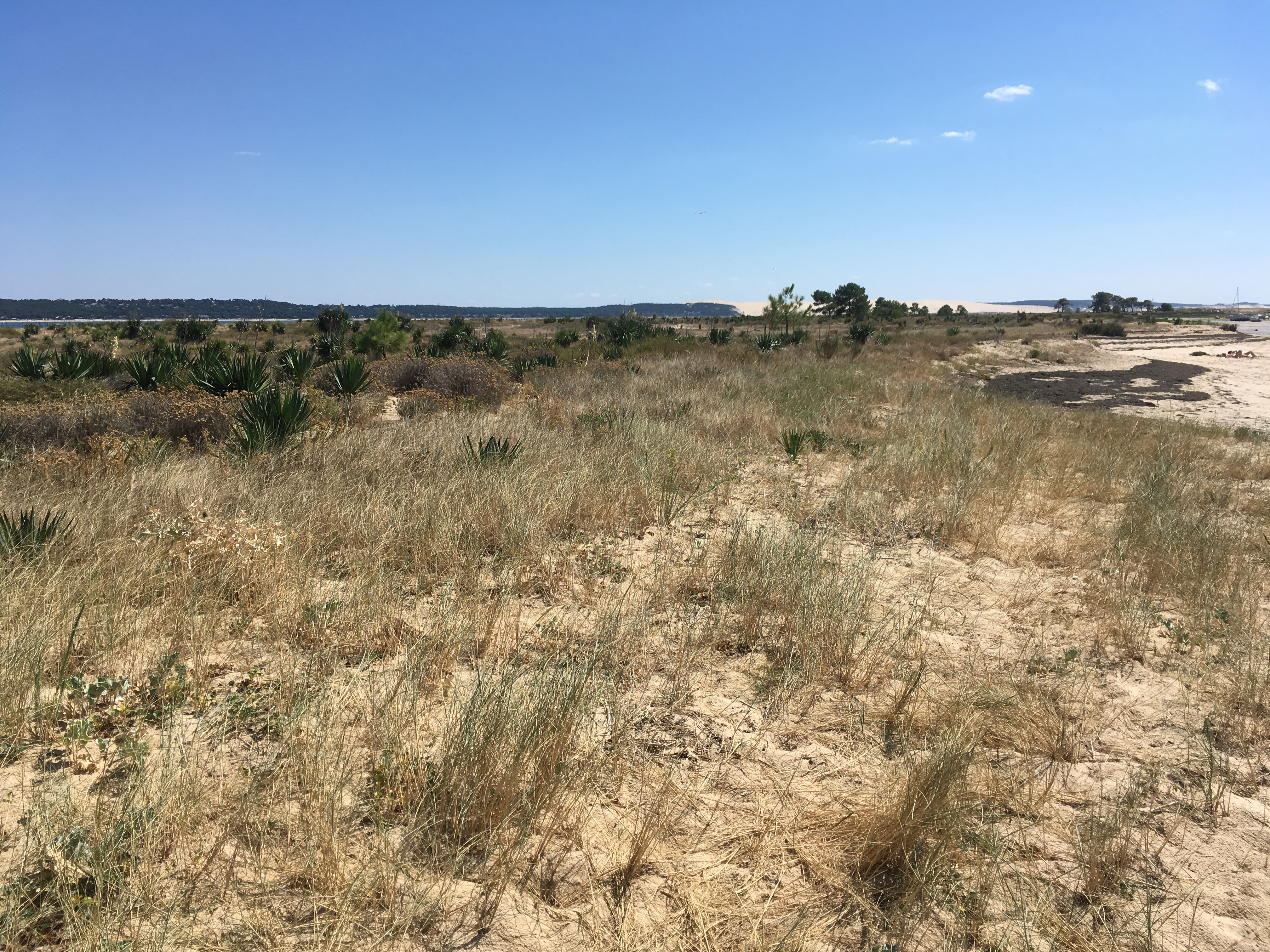
Végétation de la flèche du Mimbeau, vue du nord.
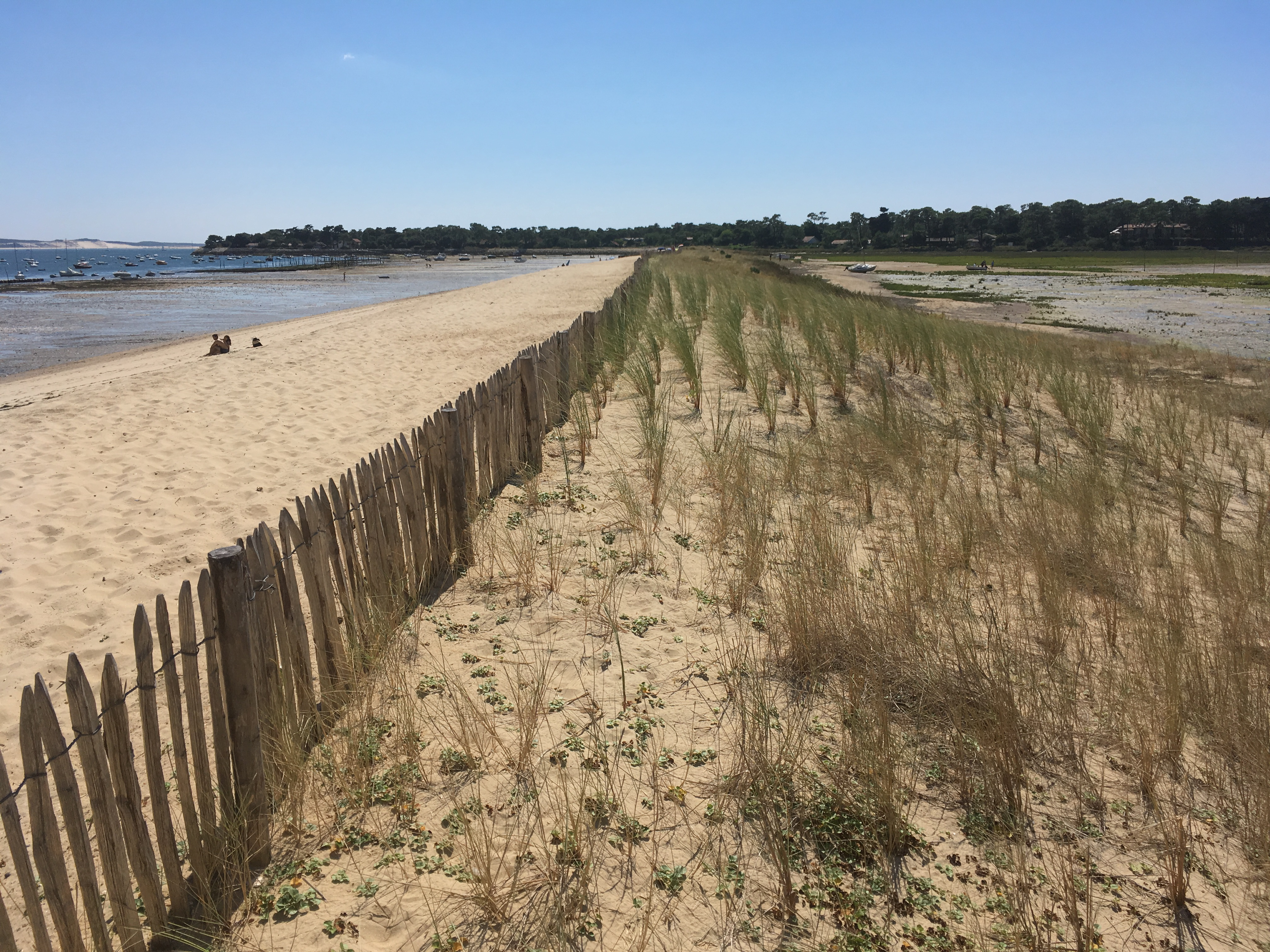
Restauration de l'ancrage endommagé par des brèches. Vue du nord.